# The Long Lost
The Long Lost – amerykański duet muzyczny, założony przez małżeństwo Alfreda oraz Laurę Darlington.
Małżonkowie poznali się w liceum, gdzie współtworzyli szkolną orkiestrę. Byli także partnerami w klubie tańca towarzyskiego. Kilka lat później postanowili założyć projekt muzyczny, debiutując wydanym 10 listopada 2008 singlem „Woebegone”. Na singlu, prócz tytułowego utworu w wersji studyjnej, znalazły się także dwa jego remiksy („Woebegone – FlyLo’s Like Woe” oraz „Woebegone – Flying Lotus’ Luckiest Charm”, które wykonał Flying Lotus) oraz utwór „The Art of Kissing”.
W styczniu 2009 duet wydał drugi singel zatytułowany „Amiss”, na którym znalazła się wersja studyjna utworu oraz trzy jego remiksy (które wykonali Fink, Computer Jay oraz zespół Tunng). 9 lutego 2009 wydano singel w formacie digital download, a 23 lutego 2009 na płycie winylowej.
2 marca 2009 ukazał się debiutancki album studyjny zespołu The Long Lost, wydany nakładem wytwórni płytowej Ninja Tune. Za mastering albumu odpowiadał JJ Golden, a za miksowanie Thom Monahan. Na albumie pojawił się między innymi utwór „Colour”, którego tekst jest wierszem Christiny Rossetti. Wydawnictwo spotkało się z pozytywnymi recenzjami muzycznymi. Tim Sendra z AllMusic przyznał albumowi 3,5 gwiazdki na 5, mówiąc: „może to nie działać dla wszystkich, zwłaszcza dla kogoś, kto szuka wrażeń z nagrań Daedelusa, ale jeśli zostaniesz owładnięty, The Long Lost ujmie Cię do końca”. August Howard z portalu XLR8R ocenił album na siedem w 10-stopniowej skali, twierdząc, że wydawnictwo może nie jest przełomowe, ale przyjemnie się go słucha. David Abravanel z Cokemachineglow stwierdził, iż problemem podczas słuchania albumu może być nieuchronna nuda, cynizm, a nawet zazdrość, ale „trudno nie być chwilowo zachwyconym czymś tak kochającym i tak dziwnym”. 25 października 2010 Alfred Darlington ogłosił rozpoczęcie prac nad kolejnym albumem studyjnym.

## Dyskografia
Opracowano na podstawie materiału źródłowego.
Albumy
- 2009: The Long Lost

Single
- 2008: „Woebegone”
- 2009: „Amiss”